# Stavsunds kvarn

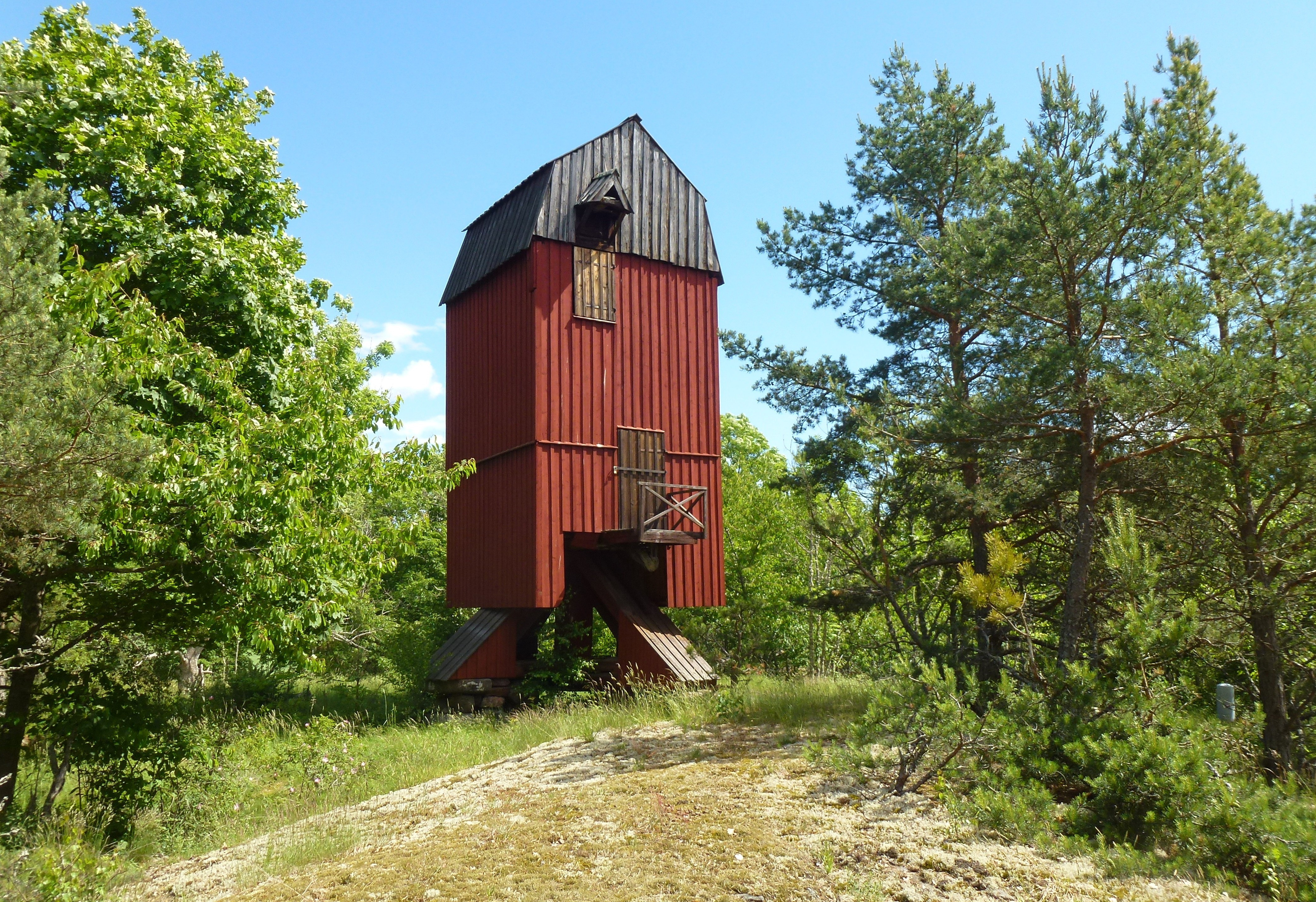
Stavsunds kvarn i juni 2013.

Stavsunds kvarn är en stolpkvarn på Ekerön i Ekerö kommun, Stockholms län. Stavsunds kvarn uppfördes på 1720-talet som gårdskvarn. Tillsammans med Sundby kvarn på Färingsö är det den enda kvarvarande väderkvarnen i kommunen.

## Historik
Stavsunds kvarn uppfördes omkring 1720 som gårdskvarn till godset Stavsund. Kvarnen står tillsammans med kvarnstugan på en liten kulle, kallad Kvarnberga, strax nordväst om godsets huvudbyggnad. Kvarnen är en rödfärgad timrad och lockpanelad stolpkvarn, där hela kvarnhuset var vridbart mot vinden. Taket är ett brutet sadeltak täckt med lockpanel. Stavsunds kvarn  är något förfallen, den saknar numera sina vingar samt kvarnhästen (det långa "spröt" på baksidan med vilket man kunde vrida kvarnen). 
Direkt öster om kvarnen står kvarn- eller mjölnarstugan. Huset är rödfärgat, timrat och lockpanelat och av typ enkelstuga. Taket är ett sadeltak täckt med takpannor. Kvarnstugan är välbehållen med nästan intakt interiör, exempelvis finns i köket den ursprungliga öppna eldstaden med murad spiskåpa bevarad. Ännu 1904 var tolv väderkvarnar i drift på Ekerö, idag finns bara Stavsunds kvarn och Sundby kvarn kvar, varav den senare är från mitten av 1740-talet och idag nyrenoverad.

## Bilder, kvarnstugan

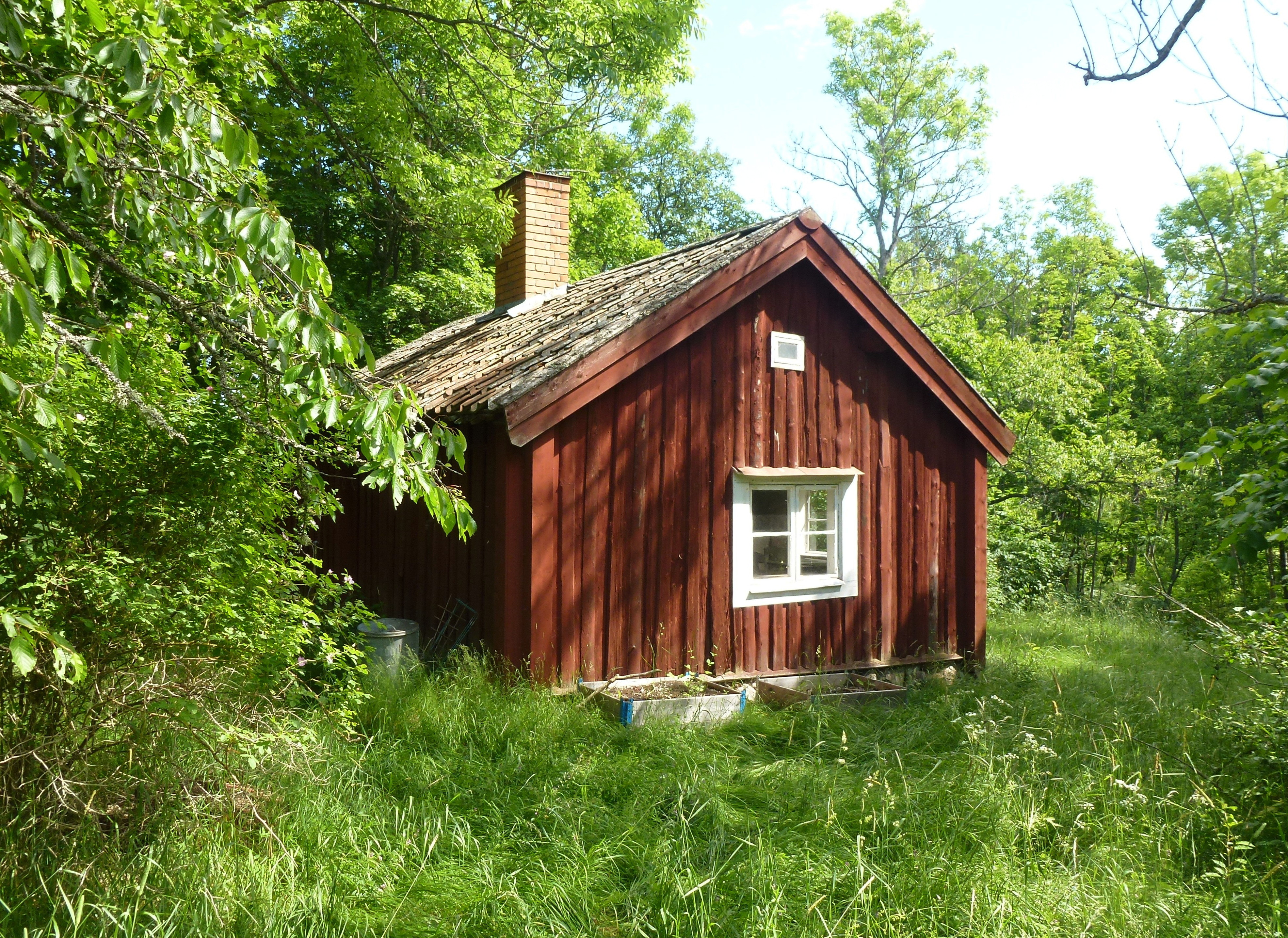
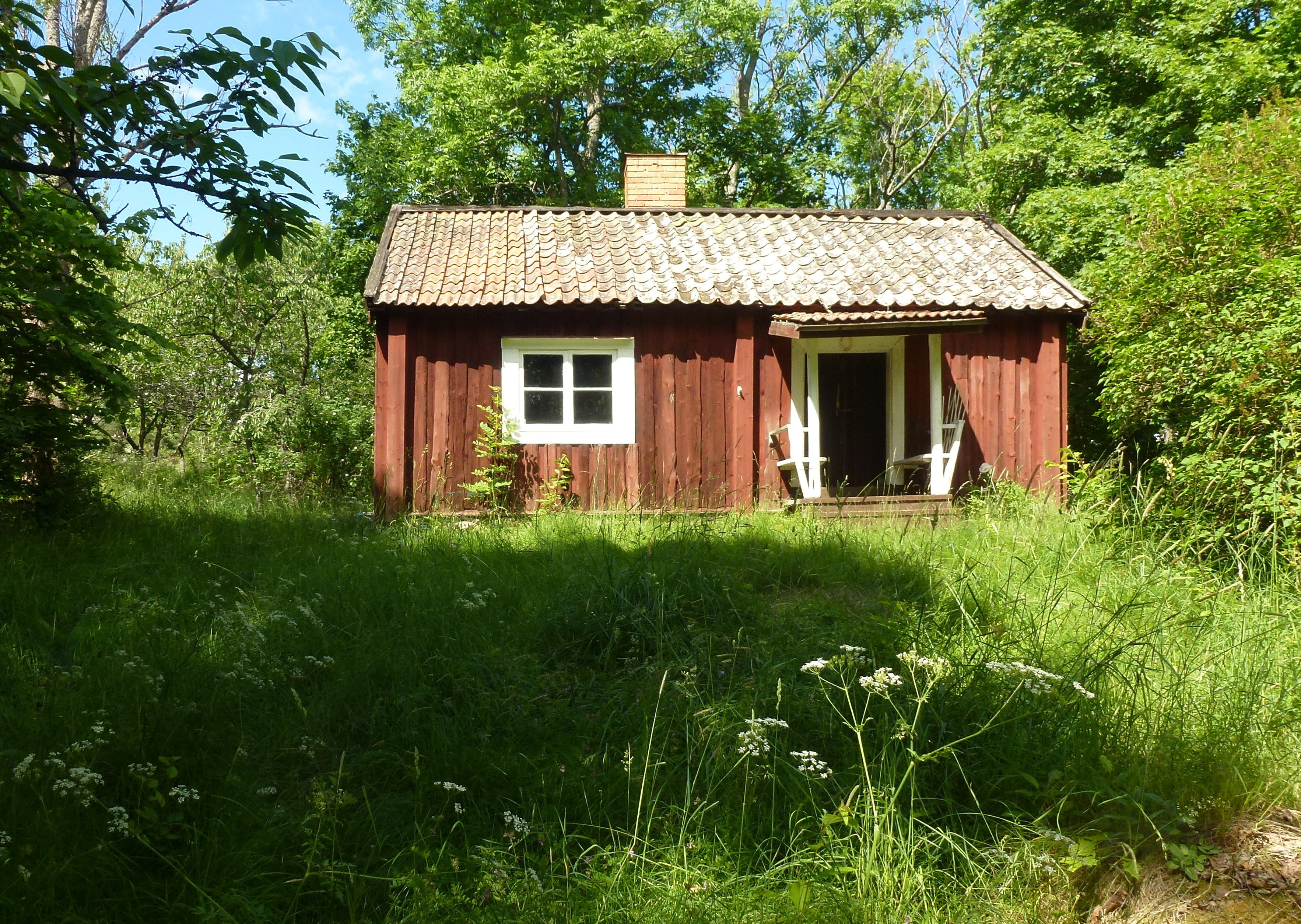
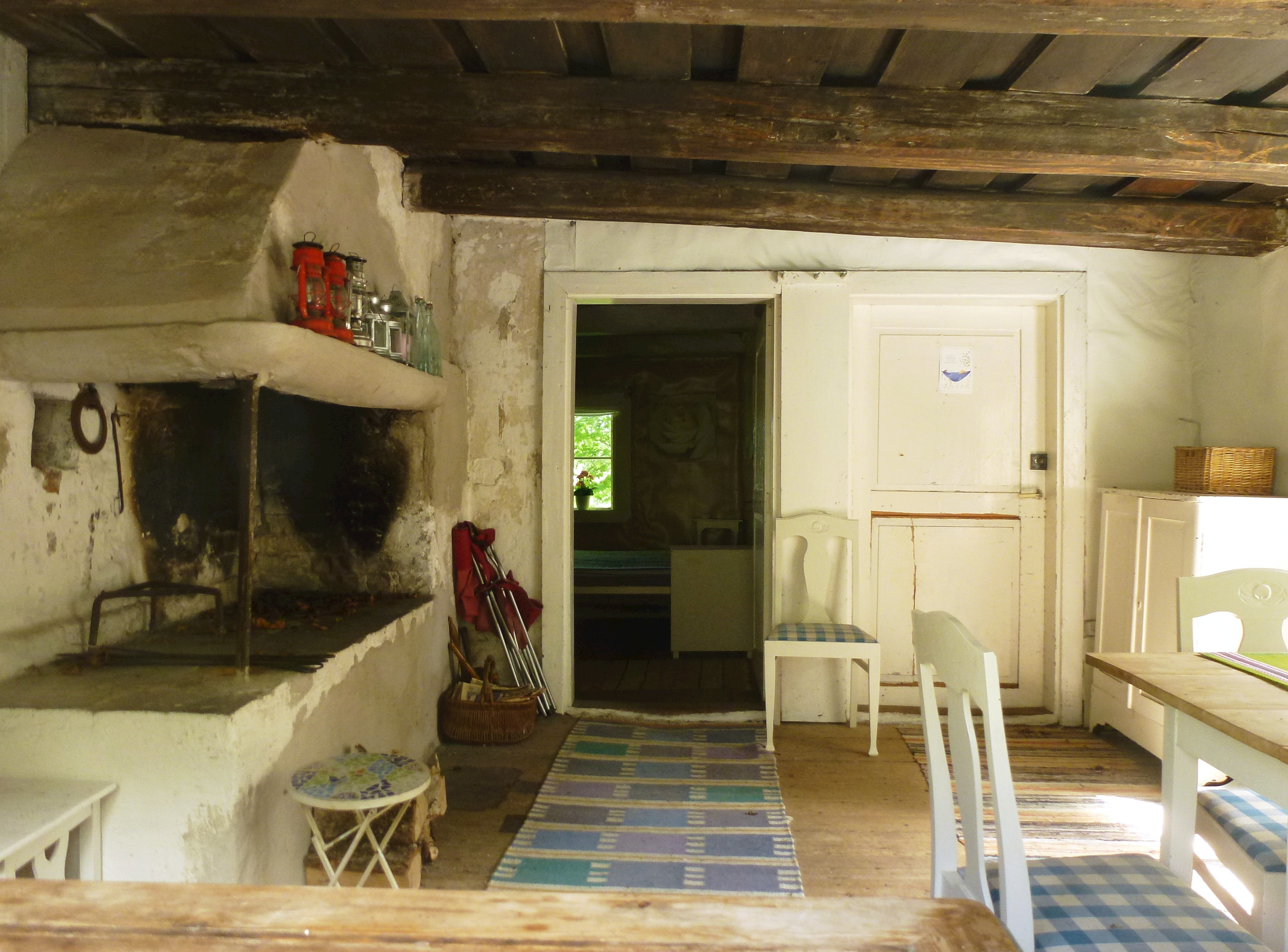
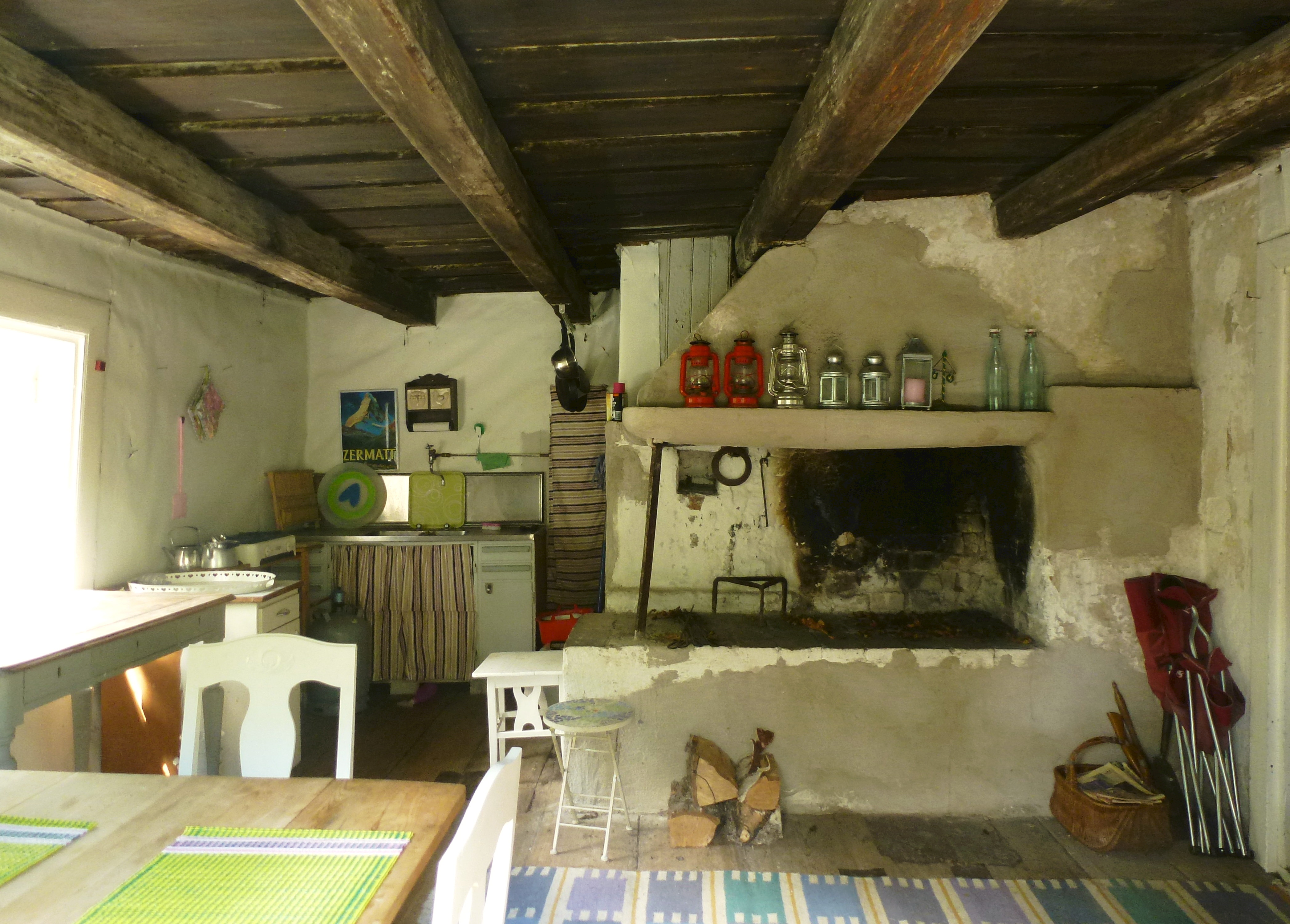